# Stenders Platenbonanza
Stenders Platenbonanza was een radioprogramma op de Nederlandse radiozender NPO Radio 2. Het programma werd van maandag tot en met donderdag tussen 14:00 en 16:00 uur uitgezonden door de publieke omroep BNNVARA. Het programma werd gepresenteerd door Rob Stenders en Caroline Brouwer.
In het programma werd de radio volledig ter beschikking gesteld aan de luisteraar, die verzoekplaten mocht insturen, waar door de zender uit gekozen werd. Stenders Platenbonanza was een van de best beluisterde programma's op NPO Radio 2 en de Nederlandse radio.

## Achtergrond
Tot september 2015 droeg het programma de titel Rob Standards, een programma van de omroep PowNed, en het verhuisde daarna naar AVROTROS.
Het programma verhuisde per vrijdag 1 januari 2016 naar de dagprogrammering van NPO Radio 2 en werd sindsdien elke werkdag uitgezonden. Op donderdag 31 augustus 2017 was aanvankelijk de laatste uitzending, doordat Stenders en zijn team overstapten van AVROTROS naar BNNVARA. Op deze gebeurtenis kwam zoveel protest van luisteraars en onder anderen oud Veronica DJ Lex Harding, dat BNNVARA en de directie van NPO Radio om de tafel gingen zitten om het programma terug te laten keren.
Dit resulteerde in de bekendmaking van 13 september 2017 dat het programma vanaf maandag 1 januari 2018 weer terugkeerde in de weekprogrammering op NPO Radio 2 op het oude vertrouwde tijdslot 14:00-16:00 uur. Stenders en zijn team maken het programma vanaf dan voor BNNVARA, nu van maandag tot en met donderdag. Annemieke Schollaardt presenteert op dit tijdslot van vrijdag tot en met zondag. Afgesproken werd dat ze bij afwezigheid elkaars programma overnamen, al bleek dit niet tot nauwelijks het geval. Zo vielen Leo Blokhuis, Frank van 't Hof en sinds oktober 2020 ook Jeroen van Inkel vaak in voor Rob Stenders en Corne Klijn, Wouter van der Goes, Paul Rabbering en Frank van 't Hof voor Annemieke Schollaardt.
Op 23 februari 2021 maakten Rob Stenders en Caroline Brouwer bekend dat beiden de overstap maken naar Radio Veronica waar ze vanaf 28 juni van dat jaar het programma als de Bonanza zullen voortzetten. Beiden gaan eerder aan de slag; Stenders als zendermanager van Radio Veronica en Brouwer in een ondersteunende rol. Derhalve  werd de laatste Stenders Platenbonanza op NPO Radio 2 op donderdag 25 februari 2021 uitgezonden. Deze laatste uitzending stond in het teken van de benefiet actie Vera voor Vera, met medewerking van zanger Danny Vera. Hiermee werd geld ingezameld voor de ernstig zieke Oekraïense Vera die door acute leukemie was getroffen.

## Vaste onderdelen
- Streeknieuws met Matijn
Rond 14:30 en 15:30 uur bespraken Stenders en Brouwer het streeknieuws met NOS-nieuwslezer Matijn Nijhuis.
- Caro-oke
Rond 15.50 uur koos Brouwer een "meeblèrplaat" uit.
- De Verrukkelijke 15 klassieker
Stenders draaide een plaat die vanaf 4 oktober 1983 tot 10 oktober 1989 op Hilversum 3 en het latere Radio 3 in deze lijst stond genoteerd.

Aan De Slag! · Afslag Thunder Road · Aje Tho! · Annemiekes A-lunch · Blokhuis · Bureau De Wilt · Bureau Kijk in de Vegte · Corné Klijns Soul Sensations · De Staat van Stasse · De Wild in de Middag · Echt Jasper · Funky Frank's · Giel ·Gijs 2.4 · Grand Café Kranenbarg · Helemaal Haandrikman · Het Platenpaleis · Hey JP! · Holy Hits · Jan-Willem Start Op! · Licence 2 Chill · Mega Album Top 50 · Motel De Wilt · Musical Moods · Muziekcafé · On the Beat · One Night Stenders · Het oor wil ook wat · Paul! · Rabbering Laat · Rarmarmar · RickvanV doet 2 · Rinkeldekinkel · Schiffers.fm · SHAY! · Simone's Songlines · Soul Night met One'sy · Spijkers met koppen · Thank God It's Sunday · The Best of 2night · The Big Frank Show · Thijs · Tijd voor Twee · Van Inkels Choice · Verrukkelijke 15 ·  VrijZaZo Show · Vroeg op Frank · 't Wordt Nu Laat · WILDGROEI · Wout2Day · Yora en Sander, Sander en Yora